# Граничнаја
Граничнаја (рус. Граничная) река је у Тверској области, на северозападу европског дела Руске Федерације. Протиче преко територије Фировског рејона на северу Тверске области, и десна је притока реке Шлине и део басена реке Неве и Балтичког мора.
Отока је језера Граничноје на подручју Валдајског побрђа. Укупна дужина водотока је 49 km, а површина сливног подручја око 612 km².
Највеће насеље кроз које протиче је варошица Фирово.
Целом дужином тока Граничнаја је брза река са бројним брзацима, ширине корита између 5 и 20 метара. Обале су обрасле шумом, а местимично и барском вегетацијом.
Најважније притоке су Тихменка, Жабенка и Губаревка.